# Def P
Def P (pseudoniem van Pascal Griffioen, Amsterdam, 16 december 1969) is een Nederlandse rapper, songwriter en kunstschilder. Hij werd bekend als frontman van de hiphopgroep Osdorp Posse die aan de basis stond van de nederhop.

## Biografie
Griffioen groeide op in Osdorp. Op 16-jarige leeftijd nam hij het pseudoniem Def P aan en ging hij rapteksten schrijven. In 1988, tijdens een vakantie in de Verenigde Staten, deelde hij hiphop van Nederlandse bodem. Tijdens een interview met Trouw in 2006 zei Griffioen dat hij toen werd uitgelachen, omdat Nederlanders op Amerikanen probeerden te lijken. Dit motiveerde hem om in het Nederlands te gaan rappen.
Samen met zijn neef DJ IJsblok en vrienden Seda en King Arthur richtte hij Osdorp Posse op in 1989. Een jaar later werd het nummer Moordenaar uitgebracht. Seda creëerde de beats met behulp van omgebouwde spelcomputers. In 1992 tekenden ze een contract bij het Eindhovense label Djax van techno- en hiphoppionier Saskia Slegers.
In 1998 richtte de Osdorp Posse het eigen platenlabel RAMP op. Hier bracht Griffioen onder andere twee soloalbums op uit. Ook maakte hij platen in de combinatie Def P & Beatbusters. Op RAMP maakte hij ook documentaires en hoorspelen, en later theaterstukken. In de jaren 90 exposeerde Griffioen zijn teken- en schilderwerk, schreef hij columns en maakte hij het stripalbum Verfallstad. Hij ontwerpt ook de hoezen van zijn solo- en groepsalbums.
Tussen 2001 en 2010 presenteerde Griffioen het radioprogramma Tegenwicht Voor Evenwicht op Kink FM. Hij stopte met het programma nadat de focus van de zender op poprock werd gelegd en programma's die andere genres aanboden, alleen nog als stream via de website aangeboden zouden worden. Griffioen had er geen vertrouwen in dat dat veel luisteraars zou trekken. In 2011 werden de uitzendingen van Kink FM stopgezet door Vereniging Veronica's investeringstak V-Ventures.
In 2007 was Griffioen onderdeel van het Beukorkest. In 2009 werd Osdorp Posse opgeheven. Het laatste optreden van hun afscheidstournee vond plaats op 26 september in de Melkweg. Volgens Griffioen was het streven van de groep "om de tent elke keer af te breken" maar kon die intensiteit niet langer opgebracht worden.
Sinds de opheffing van Osdorp Posse is Griffioen diverse samenwerkingen aangegaan met verschillende muzikanten, maar zijn aandacht is in toenemende mate naar schilderen verlegd. Hij verkoopt zijn kunst onder de naam Def PenCo.

## Discografie

### Soloalbums
- Cryptokilostijl, 1999
- Het Ware Aardverhaal, 2001
- Pascal Rascal, 2007
- 30xPi, 2016
- Gevat in 16 Bars, 2020
- Losse Eindjes, 2025

### Samenwerkingsprojecten

#### Def P & Beatbusters
- Aangenaam, 2001
- Hard op Weg, 2011

#### Bl3nder
- Leipe Shit Ouwe!, 2009
- Gekkenhuis, 2012

#### Verkeerd Verbonden
- Verkeerd Verbonden, 2020
- Verboden Verbinding, 2021

#### Overig
- Ouwe Koeck, Nieuwe Roll, 2010 (Howling Coyotes)
- Rotkwijlers, 2011 (De Onderhonden)
- Laad je Cutscene, 2013 (Digibombers)